# Loek van Mil
Ludovicus Jacobus Maria (Loek) van Mil (Oss, 15 september 1984 - Gronsveld 28 juli 2019) was een Nederlandse honkballer, die speelde voor Curaçao Neptunus Rotterdam. Hiervoor speelde hij bij Tohoku Rakuten Golden Eagles in Japan. Daarvoor was hij vijf jaar in dienst van Minnesota Twins, gevolgd door twee jaar bij Los Angeles Angels of Anaheim en Cleveland Indians en een jaar bij Cincinnati Reds. In het profhonkbal was hij een opvallende verschijning vanwege zijn lengte van 2,16 meter. Hiermee was hij de langste honkballer in de geschiedenis van het Amerikaanse profhonkbal. Van Mil had een fastball van 94-96 mijl per uur (in juli 2009 werd zelfs 99 gemeten), en gooide daarnaast een slider en een change-up.

## Carrière in Nederland

### Jeugd
Van Mil begon op achtjarige leeftijd met honkbal bij de Vos Cardinals in Oss, als catcher. Na een blessure en een aanzienlijke groeispurt, begon Van Mil op zestienjarige leeftijd met werpen. Zijn harde pitches op die leeftijd, gepaard met zijn indrukwekkende lengte, leverden hem op jonge leeftijd een promotie op naar het eerste herenteam van de Cardinals.

### De stap hogerop
Via de toenmalige hoofdcoach van de Cardinals kwam Van Mil in 2002 terecht bij Jong Oranje, waarvoor hij een jaar voor uitkwam. Vanaf dit moment kreeg Van Mil serieuze aandacht van scouts van de Minnesota Twins en werd hij in de gaten gehouden door deze organisatie, waarvoor destijds ook al de Eindhovense Alexander Smit uitkwam. In 2004 maakte hij de overstap naar HCAW in Bussum. Na een succesvol seizoen in het tweede team van HCAW, debuteerde Van Mil in 2005 in het eerste team, in de Nederlandse Hoofdklasse, waar hij werd ingezet als startend werper. Na een succesvol optreden voor HCAW in het toernooi om de Europa Cup l, kreeg hij een profcontract aangeboden door de Minnesota Twins. Seattle Mariners had destijds ook interesse, maar de keuze viel op Minnesota. Hij tekende in juli 2005 een zevenjarige verbintenis bij de Amerikaanse profclub.

## Carrière in de Verenigde staten

### Seizoen 2006
In maart 2006 begon Van Mil aan Spring Training, de voorbereiding op het Amerikaanse honkbalseizoen, in Fort Myers, Florida. Hierna werd hij ingedeeld bij de Gulf Coast Twins, dat in de Rookie Gulf Coast League. In dit team spelen voornamelijk eerstejaars profspelers. Na zijn debuutseizoen werd hij opgeroepen voor Instructional League, een exclusieve trainingsstage na afloop van het reguliere seizoen.

### Seizoen 2007
Na Spring Training verdiende Van Mil een promotie naar de Elizabethton Twins in Elizabethton, in de Advanced Rookie Appalachian League. Hij werd kampioen met zijn team. Na afloop van het seizoen werd Van Mil wederom opgeroepen voor Instructional League in Fort Myers. Het toonaangevende tijdschrift Baseball America plaatste hem op nummer 14 in de top 20 van grootste talenten in de Appalachian League in 2007. Dit ondanks een blessure, die hem vier weken van het tien weken durende seizoen aan de kant hield.

### Seizoen 2008
In 2008 kwam Van Mil uit voor de Beloit Snappers (A-) in de Midwest League. Tijdens het seizoen werd hij geselecteerd voor de Allstar Game van deze competitie. Van Mil ontbrak in de laatste maand van het seizoen om Nederland te vertegenwoordigen op de Olympische Spelen in Peking.

### Seizoen 2009
In mei 2009 werd Van Mil toegevoegd aan de spelerslijst van Fort Myers Miracle (A+) in de Florida State League. Na 25 keer in actie te zijn gekomen voor dit team, werd hij in augustus gepromoveerd naar New Britain Rock Cats (AA) in de Eastern League. Na afloop van het seizoen werd Van Mil door de Twins toegevoegd aan het 40-koppige rooster. Hierdoor was hij beschermd voor de Rule V draft, waarbij andere clubs hem hadden kunnen overnemen.

### Seizoen 2010
Na een schouderblessure tijdens MLB Spring Training, keerde Van Mil in juni terug in New Britain na vier wedstrijden in Fort Myers. 2010 werd voor hem een teleurstellend seizoen, waarin wederom enkele blessures een grote rol hadden. Op 1 september verhuisde Van Mil naar de Los Angeles Angels of Anaheim, in een ruil die All-star Brian Fuentes naar de Twins bracht. Van Mil gooide vervolgens één inning voor Arkansas Travelers in de Texas League (AA). Naar verwachting zou hij zijn debuut maken voor de Angels tijdens Spring Training in maart 2011.
Op 21 december 2012 tekende Van Mil een minor-leaguecontract bij de Cincinnati Reds.

## Nederlands honkbalteam
Van Mil werd in oktober 2007 voor het eerst opgeroepen voor het Nederlands honkbalteam. Hij debuteerde voor Oranje in een oefenwedstrijd tegen Italië. Tijdens het wereldkampioenschap in Taiwan, maakte hij indruk. In 12 2/3 inning kreeg hij één punt tegen (0.71), en gooide hij achtmaal drie slag. Nederland behaalde de vierde plaats. Van Mil was opgenomen in de definitieve selectie voor de Olympische Spelen van 2008 in Peking, maar moest zich op de openingsdag op 8 augustus terugtrekken. Dit vanwege een ingescheurde pees in zijn elleboog. Deze blessure zorgde er ook voor dat hij niet beschikbaar was voor de World Baseball Classic 2009 en de eerste zes weken van het Minor League seizoen 2009.

## Persoonlijk en overlijden
Van Mil had twee kinderen en overleed na een noodlottig ongeval op 28 juli 2019.